# تورستن مولر
تورستن مولر (بالألمانية: Torsten Müller)‏ هو كيميائي ألماني، ولد في 12 يوليو 1962 في كاسل في ألمانيا.